# پل بالو
پل بالو مربوط به دوره صفوی است و در شهرستان سوادکوه، بخش مرکزی، روستای ورسک واقع شده و این اثر در تاریخ ۲۴ اسفند ۱۳۸۳ با شمارهٔ ثبت ۱۱۵۳۲ به‌عنوان یکی از آثار ملی ایران به ثبت رسیده است.